# Nísibis
Nísibis (también llamada Nisibis, Nizibis, Nisibe o Nísibe), actualmente Nusaybin, en la provincia de Mardin, y situada a 128 km al sureste de Diyarbakır, es una antigua ciudad de Mesopotamia.

## Historia
Fue refundada por los sucesores de Alejandro Magno con el nombre de Antioquía de Migdonia (en griego Αντιόχεια της Μυγδονίας), y es mencionada por primera vez en la descripción que hace Polibio de la campaña de Antíoco I contra Molón. El historiador griego Plutarco sugirió que la ciudad había sido poblada por descendientes de espartanos. 
Como muchas otras ciudades situadas en los territorios en los que los romanos se enfrentaron contra los persas, Nísibis fue frecuentemente conquistada y reconquistada por ambas potencias: fue tomada por Lúculo tras un largo asedio del hermano de Tigranes II de Armenia, y de nuevo conquistada en 115 d. C. por Trajano, quien por esta conquista recibió el sobrenombre de Parthicus, "conquistador de los partos", después fue perdida y de nuevo recuperada contra los judíos durante la Guerra de Kitos. Perdida en 194, fue de nuevo reconquistada por Septimio Severo, que hizo de ella su cuartel general y restableció una colonia. El rey sasánida Sapor I conquistó la ciudad, fue expulsado de ella y regresó de nuevo en la década de 260. En 297 se incorporó al Imperio Romano por un tratado con Narsés de Armenia. 
El historiador latino del siglo IV Amiano Marcelino tuvo sus primeras experiencias bélicas en su juventud a las órdenes del gobernador de Nísibis, Ursicino. Desde 360 hasta el siglo V, fue el campamento de la Legión I Parthica. A causa de su importancia estratégica en la frontera persa estaba fuertemente fortificada: Amiano la llama "ciudad inexpugnable" (urbs inexpugnabilis) y "bastión de las provincias" (murus provinciarum).
En 363, Nísibis fue devuelta a los persas tras la muerte del emperador Juliano. En esa época la población de la ciudad fue forzada por las autoridades romanas a abandonarla para trasladarse a Amida. Los habitantes de Nísibis trataron de convencer al emperador Joviano de que estaban preparados para defender su ciudad frente a los persas, pero Joviano les dio solo tres días para la evacuación. Amiano Marcelino fue testigo presencial de este suceso. En sus escritos, condena a Joviano por ceder la ciudad sin lucha, un punto de vista seguramente en sintonía con la opinión pública romana.

## Cristianismo en Nísibis
Nísibis tuvo un obispo cristiano desde el año 300. El primero fue Beb, muerto en 309. Durante los asedios de la ciudad por Sapor II, su obispo fue Santiago, o Jacobo. Fue la ciudad natal del Diácono Efrén de Siríaca, que permaneció en la ciudad hasta su entrega a los persas por Joviano en 363. 

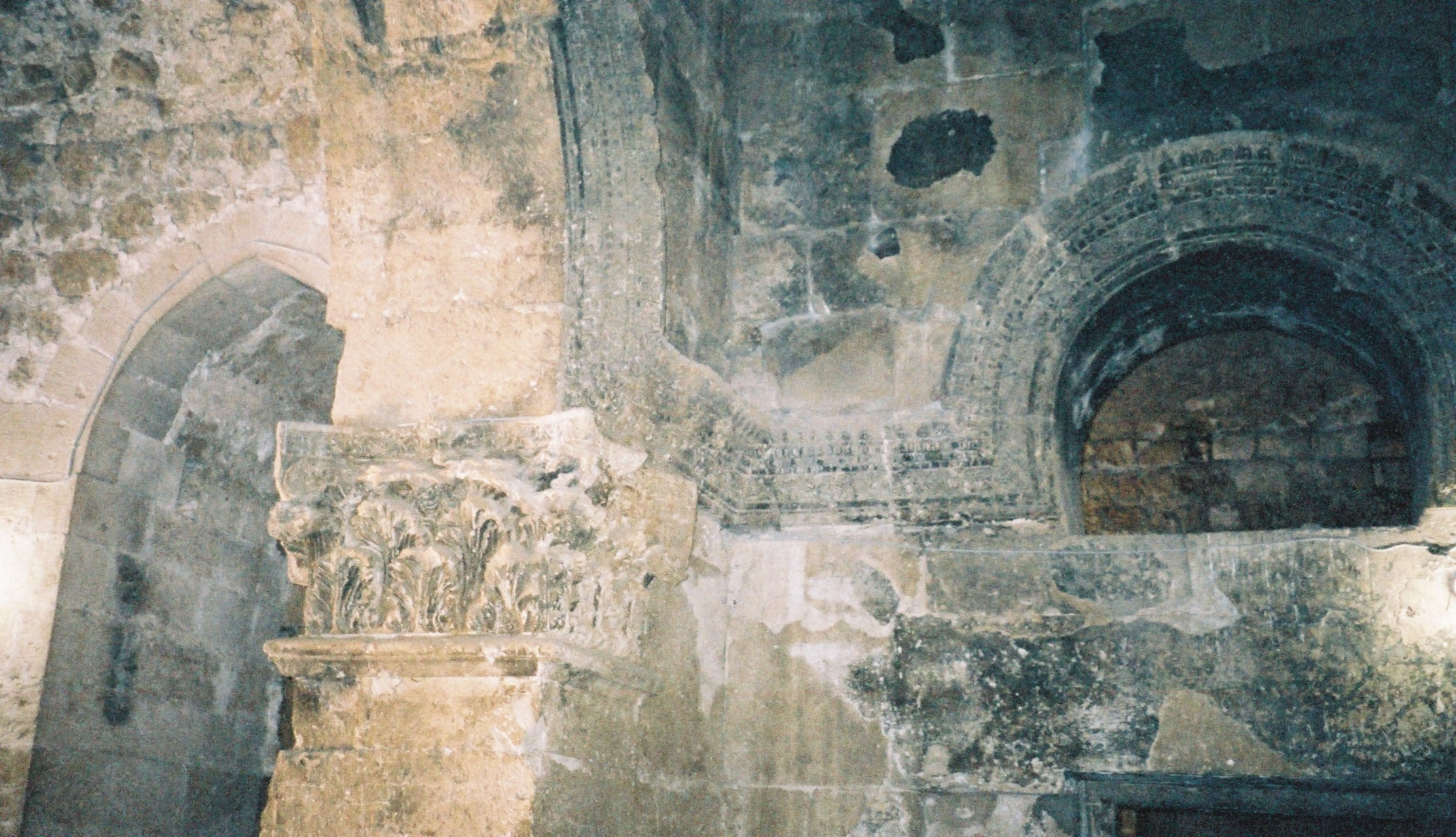
Interior de la iglesia de San Jacobo en Nísibis.

Más tarde, el obispo de Nisibis fue el metropolitano de la provincia de Beit-Arbaye. En 410 tenía seis sedes sufragáneas y a mediados del siglo V era la sede episcopal más importante de la Iglesia persa, tras Seleucia-Ctesifonte, y muchos de sus obispos nestorianos y jacobitas alcanzaron fama por sus escritos: Barsumas, Osee, Narsés, Jesusyab, Ebed-Jesus.
La primera escuela teológica de Nísibis, fundada tras la introducción del cristianismo en la ciudad, se cerró cuando la ciudad fue cedida a los persas. Efrén el Sirio, diácono, poeta, comentarista, predicador y defensor de la ortodoxia, se unió al éxodo general de los cristianos y restableció la escuela en la más segura ciudad de Edesa. En el siglo V la escuela fue un centro del cristianismo nestoriano, y fue cerrada por el arzobispo Ciro en 489; los maestros y alumnos expulsados regresaron una vez más a Nísibis, bajo la protección de Barsumas, que había sido educado en Edesa, bajo el patronazgo de Narsés, que estableció los estatutos de la nueva escuela. 

La actual Nusaybin permanece como ubicación de dos sedes titulares de la Iglesia católica, Nisibenus Chaldaeorum y Nisibenus; la primera está a cargo de Jacques Ishaq, arzobispo titular, la segunda está vacante desde 1968. 
La ciudad estuvo habitada por arameos cristianos hasta finales del siglo XX. Debido a la opresión y la persecución, la mayoría de los arameos viven ahora en diáspora.